# Bob Kulick
Bob Kulick (Brooklyn, Nueva York; 16 de enero de 1950-29 de mayo de 2020) fue un guitarrista y productor estadounidense, conocido por haber trabajado con agrupaciones y artistas como Kiss, Meat Loaf, Lou Reed, W.A.S.P., Michael Bolton o Alice Cooper. Nació en Brooklyn, Nueva York y fue el hermano mayor de Bruce Kulick, también guitarrista del grupo Kiss.

## Biografía

### Carrera
Kulick hizo parte de Kiss como músico de sesión, más notablemente en las canciones de estudio del directo Alive II. También tocó en el álbum solista de Paul Stanley en 1978 y en su gira en solitario en 1989. Hizo parte de la banda de Alice Cooper de 1977 a 1979.
Estuvo envuelto en un proyecto llamado Skull, grabando un disco, No Bones About It, en 1991. En 1996, grabó Murderer's Row con su banda del mismo nombre. El grupo incluía a David Glen Eisley de Giuffria y a Dirty White Boy como vocalista.
Kulick fue miembro de Neverland Express, la banda con la que Meat Loaf sale de gira, y a través de los años figuró en varios trabajos de Meat Loaf, de los cuales destaca Bad Attitude de 1984. También formó una banda llamada Balance, que logró algún reconocimiento en las listas a finales de la década de 1980. Adicionalmente, Kulick tocó en dos trabajos de W.A.S.P., pero nunca participó en ninguna gira con la banda. Al igual que su hermano Bruce, Bob fue músico del solista Michael Bolton.
Otras proyectos y músicos en los que participó son Blackthome, Observation Balloon, Lou Reed, entre otros. También fue uno de los productores del disco We are Motörhead de la famosa banda británica Motörhead, lanzado el 15 de mayo de 2000.

### Plano personal y fallecimiento
En 1983 Kulick inició una larga relación con la actriz Stella Stevens.
El 29 de mayo de 2020 su hermano Bruce anunció el fallecimiento de Kulick en su página de Facebook: «Estoy desconsolado por tener que compartir la noticia del fallecimiento de mi hermano Bob Kulick. Su amor por la música y su talento como músico y productor siempre deben ser celebrados». Hasta el momento las causas de su fallecimiento no han sido reveladas.

## Discografía

### Random Blues Band
- Winchester Cathedral (1966)

### Hookfoot
- Good Times A' Comin' (1972)

### Michael Wendroff
- Southpaw (1974)
- Recorded Live (1976)
- Kiss The World Goodbye (1978)

### Lou Reed
- Coney Island Baby (1975)

### Kiss
- Alive II (1977)
- Paul Stanley (1978)
- Unmasked (1980)
- Killers (1982)

### Balance
- Balance (1981)
- In For the Count (1982)
- Equilibrium (2009)

### Meat Loaf
- Bad Attitude (1984)
- Bad Attitude Live (1985)
- Live (at Wembley) (1987)

### Michael Bolton
- Michael Bolton (1983)

### Diana Ross
- Mirror Mirror (1981)

### W.A.S.P.
- The Crimson Idol (1992)
- Still Not Black Enough (1995)

### Skull
- No Bones About It (1991)

### Blackthorne
- Afterlife (1993)

### Murderer's Row
- Murderer's Row (1996)

### Doro
- Calling the Wild (2000)

### Tim Ripper Owens
- Play My Game (2010)

### Como solista
- Skeletons in the Closet (2017)

### Colaboraciones

##### Alcatrazz
- Born Innocent (2020) - guitarras en "I'm The King"